# 超級瑪利歐創作家2
《超級瑪利歐創作家2》（中国大陆又译作）是由任天堂企劃製作本部開發、任天堂發行于任天堂Switch的平台遊戲，於2019年6月28日在全球同步發售。

## 遊戲機制
玩家可以透過編輯模式，自由設計出理想中的遊戲關卡，並可以透過網路連線分享自己設計的關卡、或遊玩其他人製作的關卡。

### 場景外觀
本作包含《超級瑪利歐兄弟》、《超級瑪利歐兄弟3》、《超級瑪利歐世界》、《新超级马力欧兄弟U》與《超級瑪利歐3D世界》風格的場景外觀。
其中《超級瑪利歐3D世界》風格包含部分限定的新增功能。

### 劇情模式
本作新增以賺取金幣，重建城堡為目的的單人劇情模式，其中包含了由任天堂所製作的120個關卡。

### 多人遊玩
本作支援多人遊玩模式，可以與網路或本地最多4名玩家遊玩，並可將關卡設計為須合作或竞速过关的模式。

### 與前作的差異
除了新增要素與劇情模式以外，本作與前作《超級瑪利歐創作家》存在以下差異：
- 删除了前作包含于《超級瑪利歐兄弟》風格中的Amiibo蘑菇。

- 加入多人合力製作、合力遊玩及競技模式。玩家創作關卡將自動按遊玩人數修改部分機關、敵人及獎勵運行方法。

- 非劇情模式中，各風格關卡均提供4款可玩角色供單人玩家選擇（其可选角色与《新超级马里奥兄弟U豪华版》相同，均为马里奥，路易吉，奇诺比奥与奇诺比珂）。多人合作中將隨機配置玩家於4款角色中。

- 大部分元件無需解鎖

- 不能编辑从网上下载的他人制作的关卡。

- 在制作关卡时加入更多敵人及獎勵項目的限制。

- 於傳統通關外容許加入一項必須完成的特別要求，如解決一定敵人、儲集一定獎勵、跳起後不可著地等。

- 百人生命模式及精選冒險模式整合為耐久模式，只要期間生命未歸零便可隨時中斷及再續。

- 关卡上传上限由原先等級制10至100個，更改為固定100個（1.0.0版本为32个，1.0.1版本为64个，2.0.0及3.0.0版本为100个）。

## 開發
2019年2月14日，任天堂直面會公布本作相關信息。同日，香港任天堂公司宣布本作將在發售當天推出繁體與簡體中文版本，並預定同年6月發售。
2019年4月26日，任天堂宣布本作的發售日為同年的6月28日。
2019年5月15日，任天堂宣布，將於5月16日舉行「超級瑪利歐創作家2直面會」，並介紹了遊戲的最新內容。早期購入的玩家將可獲得限定特典「Nintendo Switch觸控筆」。
2019年12月5日，更新2.0.0版本，新增可以化身《薩爾達傳說系列》中主角林克的道具「大師之劍」，玩家可以使用劍、弓箭與炸彈，並新增敵人「加邦」與「刺球丸子」，新增地圖零件「冰凍金幣」與「P磚塊」、《超級瑪利歐3D世界》風格限定的地圖零件「衝刺磚塊」，以及新增網路競速模式「哈庫計時賽」。
2020年4月21日，更新3.0.0版本，新增了「創作世界」模式，玩家可以將創作的關卡組合成《超級瑪利歐世界》風格的地圖。並新增《超級瑪利歐兄弟》風格限定的道具「瑪利歐USA的蘑菇」，玩家可以將部分道具或敵人舉起並投擲、也可以站立於部分敵人身上。《超級瑪利歐兄弟3》風格限定的「青蛙裝」，《超級瑪利歐世界》風格限定的「力量氣球」，《新超级马里奥兄弟U》風格限定的「超級橡栗」，《超級瑪利歐3D世界》風格限定的「迴旋鏢花」、「炮臺箱」、「螺旋槳箱」、「紅色POW箱」、「紙糊栗寶寶」和「紙糊炮彈刺客」，並新增敵人「庫巴7人幫」，新增道具「詛咒鑰匙」，新增地圖零件「開關跳跳箱」與「機器庫巴」。

## 評價
《超級瑪利歐創作家2》根據81項媒體評分，在Metacritic上獲得了89分，屬於「普遍好評」。

### 銷量
遊戲在世界各地取得不錯的銷售成績，在日本和英國，遊戲連續兩週獲得銷售冠軍。截至2020年3月底，本作的全球销量達548萬份。2020年1月7日，官方宣佈社群共上載超過一千萬個關卡。
截至2021年3月，本作於全世界共售出超過715萬份。

### 奖项
| Year | Award                   | Category          | Result | Ref    |
| ---- | ----------------------- | ----------------- | ------ | ------ |
| 2019 | 金摇杆奖                | 任天堂年度游戏    | 提名   | [ 29 ] |
| 2019 | 钛奖                    | 最佳家庭/社交游戏 | 提名   | [ 30 ] |
| 2019 | 游戏大奖                | 最佳家庭游戏      | 提名   | [ 31 ] |
| 2020 | 纽约游戏奖              | 最佳儿童游戏      | 提名   | [ 32 ] |
| 2020 | 第23届年度D.I.C.E游戏奖 | 年度家庭游戏      | 獲獎   | [ 33 ] |
| 2020 | NAVGTR奖                | 家庭游戏系列      | 提名   | [ 34 ] |
| 2020 | 西南偏南游戏奖          | 年度趋势游戏      | 提名   | [ 35 ] |

## 爭議

### 在中国电商平台下架
2020年6月13日晚，超级马力欧创作家2被网友发现在中国大陆电商平台全网下架，具体原因不明。有报道称原因是游戏自由度较高，玩家自制关卡标题涉嫌政治和讽刺成分。